# God Hates Us All
God Hates Us All er det ottende studiealbum af det amerikanske thrash metalband Slayer. Albummet blev indspillet i Vancouver i The Warehouse Studio. Efter tre forsinkelser pga. bekymringer om cover og remixing, blev albummet endelig udgivet gennem American Recordings 11. september 2001.

## Indspilning
Bandet besluttede sig for at indspille albummet i Vancouver, Canada af to grunde. Det var billigere end et Hollywood studie og producer Matt Hyde havde tidligere arbejdet i studiet. Guitarist Jeff Hanneman sagde "Det vil være billigere og der vil ikke være nogle distraheringer." Bandet brugte syvstrengede guitarer på sporene "Warzone" og "Here Comes The Pain" – det var første gang bandet brugte sådanne guitarer.

## Tekstmæssige temaer
Sangene "Deviance" og "God Send Death", skrevet af Hanneman handler om det at dræbe mennesker af ren og skær morskab. "Jeg har læst en bunke bøger og tænkt meget over det, og jeg har fundet ud af at jeg er virkelig ikke en seriemorder. Jeg kunne dræbe nogen hvis de virkelig gjorde mig rasende, men jeg kunne ikke dræbe nogen jeg ikke kender blot som et udtryk for min magt. Jeg prøvede virkelig at komme ind i den persons hoved. Hvad får dem til at gøre det? Uden at være vrede, blot dræbe for at gøre det og blive tilfredsstillede. Jeg ville ind i den mentalitet." udtalte Hanneman. Sanger Tom Araya bidrog ikke til albummets tekst.

## Polemik
Albummets oprindelige cover forestillede en Bibel dækket i blod, med søm som dannede en stjerne som pentagram, og med "Slayer" brændt ind i forsiden. Der blev dog produceret en seddel som i butikkerne blev sat foran det rigtige cover. Denne seddel viser bandets navn, fire ortogonale kors og albummets navn i guld på en hvid baggrund.
På trods af titlen og det oprindelige cover, prøvede bandet ihærdigt at påpege at albummet ikke betød at de ville vende tilbage til fortidens horror-inspirerede "sataniske" tekster (på trods af at en stor del af pladens tekster faktisk er meget anti-religiøse, og mange af de souvenirs der blev solgt på efterfølgende turnéer havde satanisk artwork). Kerry King har udtalt at titlen "God Hates Us All" henviser til når man har en dårlig dag, og føler at Gud virkelig hader en. Da albummets udgivelse tilfældigvis faldt sammen med terrorangrebene 11. september 2001, blev reklameplakater øjeblikkeligt taget ned.

## Modtagelse
Albummet gik direkte ind på Billboard 200 som nr. 28, og bandet modtog deres første Grammy nominering for "Best Metal Performance" for nummeret "Disciple". Grammy-uddelingen blev afholdt 8. januar 2002 hvor Tool vandt prisen for "Schism".

## Spor
1. "Darkness of Christ" (Hanneman/King) – 1:30
2. "Disciple" (Hanneman/King) – 3:35
3. "God Send Death" (Hanneman/King/Araya) – 3:45
4. "New Faith" (King) – 3:05
5. "Cast Down" (King) – 3:26
6. "Threshold" (Hanneman/King) – 2:29
7. "Exile" (King) – 3:55
8. "Seven Faces" (King) – 3:41
9. "Bloodline" (Hanneman/King/Araya) – 3:36
10. "Deviance" (Hanneman/Araya) – 3:08
11. "War Zone" (King) – 2:45
12. "Here Comes the Pain" (King) – 4:32
13. "Payback" (King) – 3:05

## Spor (2002 Collector's Edition)
1. "Darkness of Christ" (Tekst: King) (Musik: Hanneman) – 1:30
2. "Disciple" (Tekst: King) (Musik: Hanneman) – 3:35
3. "God Send Death" (Tekst: Hanneman/Araya) (Musik: Hanneman) – 3:47
4. "New Faith" (King) – 3:05
5. "Cast Down" (King) – 3:26
6. "Threshold" (Tekst: King) (Musik: Hanneman) – 2:29
7. "Exile" (King) – 3:55
8. "Seven Faces" (King) – 3:41
9. "Bloodline" (Tekst: Araya/Hanneman) (Musik: Hanneman/King) – 3:36
10. "Deviance" (Tekst: Hanneman/Araya) (Musik: Hanneman) – 3:08
11. "War Zone" (King) – 2:45
12. "Scarstruck" (King) – 3:29
13. "Here Comes the Pain" (King) – 4:32
14. "Payback" (King) – 3:05
15. "Addict" (Tekst: King) (Musik: Hanneman) – 3:41

- "Darkness of Christ (DVD Intro video)
- "Bloodline (Video)"
- "Raining Blood (Live Video)" (2001-12-07 San Francisco, CA)
- "Interview/B-Roll Footage"

## Hitlisteplaceringer
| År   | Hitliste            | Placering |
| ---- | ------------------- | --------- |
| 2001 | The Billboard 200   | 28        |
| 2001 | Top Canadian Albums | 9         |
| 2001 | Top Internet Albums | 18        |

## Musikere
- Tom Araya – bas, sang
- Jeff Hanneman – guitarer
- Kerry King – guitarer
- Paul Bostaph – trommer

## Fodnoter
1. 1 2  Devenish, Colin (2001-09-07). "liveDaily Interview: Slayer". livedaily.com. Arkiveret fra originalen 11. november 2006. Hentet 2007-01-28.
2. ↑  "Slayer's album chart history". Billboard.com. Arkiveret fra originalen 30. september 2007. Hentet 2006-12-01.
3. ↑  "44th Grammy Awards - 2002". Rockonthenet. 2002-02-27. Hentet 2006-11-29.